# Telefèric del Port de Barcelona
El Telefèric del Port de Barcelona és un transbordador aeri que uneix la zona de Miramar a la muntanya de Montjuïc amb la torre de Sant Sebastià, situada al moll Nou. Bona part del recorregut es realitza per sobre les aigües del port, sense grans pendents, i té el seu punt més alt a la torre de Jaume I, avui dia sense servei comercial i únicament com a suport, situada just a la meitat del recorregut. Actualment, les instal·lacions no són accessibles a persones de mobilitat reduïda ja que l'estació de Miramar no disposa d'ascensors ni rampes.

## Història
El transbordador aeri fou una idea de 1926 de l'arquitecte Carles Buïgas, que amb motiu de l'Exposició Internacional de Barcelona de 1929 volia crear un sistema per connectar ràpidament els pavellons de Montjuïc amb la zona portuària de la ciutat. Tanmateix, no va ser possible aconseguir capital privat fins al 1928, i les obres no es van poder finalitzar a temps. Buigas va vendre la seva participació en el projecte a Josep R. Roda, que va canviar la ubicació de la torre intermèdia del moll l'Espanya al de Barcelona.
Finalment, el transbordador va ser inaugurat el 13 de setembre de 1931, i hi havia quatre cabines en funcionament, dues entre Miramar i la torre de Jaume I i altres dues entre aquesta i la torre de Sant Sebastià, de manera que calia fer transbordament a la meitat del trajecte. Durant la Guerra Civil Espanyola el servei es va cancel·lar, eliminant els cables d'acer que unien les torres i fent-les servir de punts estratègics de guaita. Fins i tot es va arribar a instal·lar una bateria de metralladores a la torre de Jaume I. Acabada la guerra es va proposar la demolició de les torres però al final no es va dur a terme.
El 1960 la torre de Sant Sebastià va reobrir com a restaurant. No fou fins a l'any 1963 que la línia es va reobrir però només amb dues cabines, que realitzen el recorregut complet, amb capacitat per a 15 persones cadascuna. El 1995 es va procedir a restaurar la instal·lació.
El telefèric del Port és bàsicament usat pels turistes que visiten Barcelona, ja que les vistes de la ciutat des de la línia són realment magnífiques. L'aeri és gestionat per la companyia privada Teleféricos de Barcelona SA.